# François-Xavier Bellamy
François-Xavier Bellamy (Saint-Germain-en-Laye, 11 ottobre 1985) è un politico e saggista francese.
Bellamy è vice-presidente esecutivo del partito I Repubblicani, nonché uno dei vice-presidenti del Partito Popolare Europeo e dell'omonimo gruppo politico in seno al Parlamento europeo.
Bellamy è stato identificato da parte dalla stampa francese come un "nuovo conservatore", sebbene lo stesso rifiuti l'etichetta di "conservatore".

## Biografia
Dopo gli studi, tra l'altro all'Università di Parigi-Sorbona, con tirocini presso il Times e il Sunday Times a Londra, diventa professore associato di filosofia sempre alla Sorbona. 
Già vicesindaco di Versailles (2008-2019), Bellamy è europarlamentare dal 2019, avendo guidato la lista dei Repubblicani (LR) nelle elezioni del 2019 e poi nuovamente in quelle del 2024. Dal 2019 è capo della delegazione francese in seno al Gruppo parlamentare del PPE. Dal 2023 è vicepresidente esecutivo di LR.

## Opere
- Demeurer. Paris: Grasset. ISBN 978-2246815587.
- Les déshérités ou l'urgence de transmettre. Paris: Plon. ISBN 9782259223430. OCLC 898168580.
- A la jeunesse: De Saint-Exupéry à Steve Jobs, de grandes voix appellent à vivre intensément. Paris: Librio. ISBN 9782290120613.
- Éduquer avec Rousseau: conférence à destination des parlementaires prononcée le 20 mai 2015. Paris: SOS Éducation. ISBN 9791093981123. OCLC 958253810.